# Horisme tetricata
Horisme tetricata là một loài bướm đêm trong họ Geometridae.